# Тайхте
Тайхте (словен. Tajhte) — поселення в общині Шентюр, Савинський регіон, Словенія. 
Висота над рівнем моря: 489,5 м.